# Захарово (деревня, городской округ Клин)
Заха́рово — деревня в Клинском районе Московской области России.
Относится к сельскому поселению Петровское, до муниципальной реформы 2006 года относилась к Петровскому сельскому округу. Население — 8 чел. (2010).

## Население
| 1852 | 1859 | 1890 | 1926 | 2002 | 2006 | 2010 |
| ---- | ---- | ---- | ---- | ---- | ---- | ---- |
| 459  | ↗473 | ↘457 | ↘365 | ↘8   | ↗9   | ↘8   |

## География
Расположена в южной части района, примерно в 20 км к юго-западу от города Клина, в 2,5 км от дороги, соединяющей Р107 (Клин — Лотошино) и Московское большое кольцо А108. В деревне три улицы — Верхняя, Лесная и Полевая. Ближайшие населённые пункты — деревни Богаиха, Спасское и Ивановское.
В Клинском районе две деревни с таким названием. Другая расположена в 40 км к северо-востоку и относится к городскому поселению Клин.

## Исторические сведения
В «Списке населённых мест» 1862 года Захарова — казённая деревня 1-го стана Клинского уезда Московской губернии по левую сторону Волоколамского тракта, в 24 верстах от уездного города, при колодце, с 73 дворами и 473 жителями (221 мужчина, 252 женщины).
По данным на 1890 год входила в состав Петровской волости Клинского уезда, число душ составляло 457 человек.
В 1913 году — 104 двора, земское училище, молочная артель, прокатный пункт и маслобойня.
По материалам Всесоюзной переписи населения 1926 года — центр Захаровского сельсовета Петровской волости, проживало 365 жителей (138 мужчин, 227 женщин), насчитывалось 91 хозяйство.
С 1929 года — населённый пункт в составе Клинского района Московской области.